# Bestia (court-métrage)
Pour les articles homonymes, voir Bestia (homonymie).
Bestia est un court-métrage d'animation chilien de 2021, réalisé par Hugo Covarrubias et écrit par Hugo Covarrubias et Martín Erazo. Il s'inspire d'Íngrid Olderöck, agente de la DINA pendant la dictature militaire. Le 8 février 2022 il est nommé aux Oscars dans la catégorie de meilleur court métrage d'animation, devenant ainsi la cinquième production chilienne à être nommée aux Oscars.

## Production
Bestia est le troisième court-métrage d'animation réalisé par Hugo Covarrubias, après El almohadón de plumas (2007) et La noche boca arriba (2012). L'idée surgit avec l'intention d'aborder une partie de l'histoire du Chili « avec des personnages moins connus, moins officiels et plus obscurs ». Bien que l'objectif original est de produire une série, Covarrubias décide de se focaliser sur une de ces histoires pour faire un seul court-métrage. Le scénario est écrit par Covarrubias et Martín Erazo, fondateur de la compagnie de théâtre La Patogallina.
Le personnage principal est inspiré d'Íngrid Olderöck, major des Carabineros et agente de la DINA pendant la dictature militaire, responsable de violations des droits humains pendant cette période. Selon Covarrubias, l'objectif du film n'est pas de faire une biographie d'Olderöck mais « une visite à sa vie secrète, à la relation avec son chien, ses peurs et frustrations, qui sont finalement la radiographie d'un pays qui est fracturé, un pays qui est plein de blessures qui ne sont toujours pas près de guérir ». Parmi les sources utilisées se trouvent le livre Ingrid Olderöck : la femme des chiens de Nancy Guzmán, ce qu'a écrit Alejandra Matus sur Olderöck dans le livre Les mauvais, édité par Leila Guerriero, et Histoire secrète du Chili de Jorge Baradit,.
La technique utilisée a été l'animation stop motion, dont se sont chargés Covarrubias et Matías Delgado. La conception de la protagoniste d'est basée sur l'esthétique des poupées de porcelaine, pour transmettre le côté inexpressif et froid du personnage. Le personnage a été créé avec de la résine de polyuréthane baignée dans de la résine de cristal, pour donner à son visage une texture similaire à la céramique. Les arrières-plans et les décors ont été réalisés avec différents cartons opaques pour générer un contraste avec l'éclat de la résine.
Le court-métrage est produit par Tevo Díaz, via l'entreprise Trébol 3, et Cecilia Toro travaille comme costumière et productrice d'art,. Le film est financé par le Fond de Promotion Audiovisuelle, convocations 2018 et 2020, du ministère des cultures, des arts et du patrimoine,.

## Présentation et projections
L’œuvre est présentée le 14 juin 2021 au Festival international du film d'animation d'Annecy. Le mois suivant elle fait partie du festival international d'animation Chilemonos, où elle gagne le prix du meilleur court-métrage latino-américain. Étant donné que ce festival permet de se qualifier pour les Oscars depuis 2018, la victoire de Bestia lui permet d'être candidat à l'Oscar du meilleur court-métrage d'animation,. Il participe ensuite aux festivals de cinéma de Guadalajara, Viña del Mar et Clermont-Ferrand, entre autres. En janvier 2022, le court-métrage est présenté au Festival du film de Sundance.
Le court-métrage est présenté sur la télévision ouverte le 25 mars 2022 via Televisión Nacional de Chile. La transmission fait partie d'une émission spéciale intitulée Bestia, en chemin vers l'Oscar, qui inclut des entretiens avec la productrice Cecilia Toro et la directrice artistique Constance Wette.

## Prix et nominations
| Prix                                                         | Catégorie                                        | Nomination                    | Résultat |  |
| ------------------------------------------------------------ | ------------------------------------------------ | ----------------------------- | -------- |  |
| Oscars                                                       | Meilleur court-métrage d'animation               | Hugo Covarrubias et Tevo Díaz | nommé    |  |
| Festival international du film d'animation d'Annecy          | Festivals Connexion                              | Hugo Covarrubias              | lauréat  |  |
| Festival international du film d'animation d'Annecy          | Cristal - Meilleure court-métrage                | Hugo Covarrubias              | nommé    |  |
| Annie Awards                                                 | Meilleur court-métrage d'animation               |                               | lauréat  |  |
| Festival International d'Animation Chilemonos                | Meilleur court-métrage latino-américain          | Hugo Covarrubias              | lauréat  |  |
| Festival International de court-métrages de Clermont-Ferrand | Meilleur court-métrage d'animation international | Hugo Covarrubias              | lauréat  |  |
| Festival International d'Animation de Cordoue                | Grand prix du jury                               | Hugo Covarrubias              | lauréat  |  |
| Festival International d'Animation de Cordoue                | Meilleur animation latino-américain              | Hugo Covarrubias              | lauréat  |  |
| Festival international du film de Guadalajara                | Meilleur court-métrage d'animation               | Hugo Covarrubias              | lauréat  |  |
| Festival International de Cinéma de Viña del Mar             | Meilleur court-métrage                           | Hugo Covarrubias              | lauréat  |  |